# Харити
Харити в древногръцката митология са богини на грацията и красотата, символи на доброто, красиво и вечно младо начало на живота. Съответстват на Грациите в древноримската митология.
Според някои версии са дъщери на Зевс и на Хера, според други – на Хелиос и една от хесперидите, според трети – на Зевс и Еванта, но може би според най-разпространената са дъщери на океанидата Евринома.
Имената, броят и произходът им в различните митове е представен различно. В по-късните митове са ту две, ту три – Аглая (сияйна), Ефросина (благоразумна) и Талия (цветуща). Омир назовава и още няколко безименни харити, една от които е съпругата на Хефест, а друга е Паситея – обещана на бог Хипнос от Хера. Други известни харити са Клета (желаната), Фаена (сияеща) и Пейто – богинята на изкуството на убеждаването.
В митовете за харитите е отбелязана тяхната връзка с природата, но те не се приемат като част от нея, а по-скоро като радостта, която тя носи на всичко живо. Освен това харитите са свързани и с труда и художествените занаяти и с тази си функция са близки на Аполон. В Питийския храм на Аполон в Пергам има тяхно изображение, а също и в Делфийското светилище.
Заедно с орите и музите, харитите живеели на Олимп. Били в обкръжението на Зевс, Хера, Аполон, Афродита и Дионис, като главно прекрасните девойки утешавали боговете, но вземали участие и в някои типично женски занимания. Те изтъкали сватбената рокля на Хармония.
Реката Кефисос, в близост до Делфи, е била свещена за тях.
- „Трите грации“, Сандро Ботичели, галерия Уфици
- „Трите грации“, фреска, Помпей